# Wilhelm Martin Leberecht de Wette
Wilhelm Martin Leberecht de Wette, född 12 januari 1780 i Ulla, vid Weimar, död 18 juni 1849 i
Basel, var en tysk protestantisk teolog. Han är mest ihågkommen för sin tes att Femte Moseboken inte skrevs av Mose utan att verket tillkom under Josias regeringstid.
De Wette blev 1807 extraordinarie och 1809 ordinarie teolologie professor vid Heidelbergs universitet samt 1810 vid Berlins universitet. Därför att han sänt ett tröstebrev till August von Kotzebues mördares mor, blev han 1819 avskedad från sistnämnda ämbete. 1822 kallades han till teologie professor i Basel, vars stora råd 1829 utnämnde honom till undervisningsråd. 
De Wette påminner i mycket om Schleiermacher och gav åt det teologiska studiet i Basel en ny fart och ny riktning, i ungefärlig överensstämmelse med den så kallade förmedlingsteologin i Tyskland. Hans förnämsta arbeten är Beiträge zur Einleitung in das alte Testament (1806-07), Lehrbuch der hebräisch-jiidischen Archäologie (1814), Lehrbuch der historisch-kritischen Einleitung in die Bibel, alten und neuen Testaments (1817; flera gånger omtryckt), Christliche Sittenlehre (1819-23), Kommentar über die Psalmen (1829) och Kurtzgefasstes exegetisches Handbuch zum neuen Testament (1836-48) samt ett par romanartade berättelser. Den bibelöversättning, som han 1809-14 utgav tillsammans med Augusti och sedermera själv fullbordade, åtnjöt stort anseende.